# Balrog (Street Fighter)
Balrog, conosciuto come M. Bison (マイク・バイソン?, Maiku Baison) in Giappone, è uno dei personaggi protagonisti della serie di famosi videogiochi e anime di Street Fighter.
Si tratta di un robusto ex-pugile di colore, inizialmente con le sembianze di Mike Tyson, cacciato dai normali eventi sportivi a causa della sua eccessiva ferocia, che si guadagna da vivere lottando a Las Vegas. Tutto ciò fino a quando il malvagio M. Bison non lo richiese come guardia del corpo e, per via della sua natura di mercenario, accettò l'incarico. È uno dei pochi combattenti che utilizza soltanto pugni e non calci. Soltanto nel film Street Fighter - Sfida finale, in cui lavora assieme a Chun-Li e ad E. Honda come cameraman, Balrog è un personaggio buono.
Nella versione giapponese di Street Fighter II il pugile è chiamato Mike Bison, mentre il personaggio Vega è chiamato Balrog e M. Bison è chiamato Vega. Infatti i nomi sono stati cambiati nella versione internazionale per evitare che il pugile si chiamasse M. Bison, troppo simile al vero pugile Mike Tyson, che pochi mesi prima dell'uscita della versione internazionale del gioco era stato condannato per stupro, e per questo si voleva evitare una cattiva pubblicità.

## Mosse speciali
- Dash Punch (da Street Fighter II in poi): Balrog si lancia contro l'avversario colpendolo con un pugno dritto al volto o al corpo.
- Dash Uppercut (da Street Fighter II in poi): Balrog si lancia contro l'avversario, questa volta colpendolo con un uppercut potente.
- Turning Punch (da Street Fighter II in poi): Balrog dà le spalle per pochi istanti all'avversario e poi si gira colpendolo con un potente Dash Punch. In base a quanto si mantiene premuto i tre tasti dei pugni, Balrog colpirà l'avversario con forza sempre crescente.
- Ground Dash Uppercut (da Super Street Fighter II X/Turbo in poi): Balrog si lancia contro l'avversario ma prima di colpirlo in volto con l'uppercut si abbassa per colpirlo con più forza.
- Ground Dash Punch (da Super Street Fighter II X/Turbo in poi): Balrog si lancia contro l'avversario e lo colpisce alle gambe con un pugno per farlo cadere.
- HeadButt (da Super Street Fighter II X/Turbo in poi): Balrog si accascia per poi fare un salto e colpire con una testata l'avversario.

### Super mosse
- Crazy Buffalo (da SSF II X/Turbo in poi): Balrog si lancia contro l'avversario colpendolo ripetutamente con il Dash Punch (premendo durante la mossa il tasto dei pugni) o con il Dush Uppercut (premendo durante la mossa il tasto dei calci), volendo combinandoli.
- Violent Buffalo (serie Street Fighter IV): prima Ultra di Balrog, identica al Crazy Buffalo, ma è più potente ed è più semplice da mettere a segno, anche contro un avversario che cade dall'alto.
- Dirty Bull: una parodia-omaggio alla scorrettezza del campione di pugilato Mike Tyson, che in un incontro del 1997 strappò con un morso l'orecchio sinistro del suo avversario Evander Holyfield. È una presa brutale: Balrog usa un suo piede per immobilizzare direttamente l'avversario, tutti gli attacchi sono scorretti nella boxe ufficiale, ma il danno è scarno rispetto ad altre prese ed è facilmente evitabile (la vera utilità di questo attacco ad alto rischio-ricompensa è il suo elevato danno alla barra "stordimento" dell'avversario, eccellente se si adotta uno stile di lotta selvaggio e imprevedibile). Balrog si getta contro il proprio avversario e, se riesce ad afferrarlo, gli mantiene la testa con le proprie mani e lo colpisce con una testata, poi usa il suo piede per schiacciare quello dell'avversario e, infine, colpisce il volto dell'avversario con il proprio gomito per finire col ridere a metà tra il beffardo e l'innocente mentre l'avversario è steso a terra, come se non sapesse della scorrettezza degli attacchi effettuati.

## Doppiaggio
Questa è la lista dei doppiatori giapponesi di Balrog:
- Joji Nakata (Street Fighter II: The Animated Movie)
- Tomomichi Nishimura (Street Fighter II V)
- Kōichi Yamadera (Street Fighter Alpha 3, Capcom vs. SNK series)
- Sonosuke Nagashiro (SNK vs. Capcom: SVC Chaos)
- Satoshi Tsuruoka (Street Fighter IV, Street Fighter X Tekken, Street Fighter V)

## Apparizioni
- Street Fighter II (inizia come boss non giocabile)
- Street Fighter - Sfida finale (film)
- Street Fighter - La leggenda (film)
- Street Fighter IV
- Street Fighter X Tekken
- Street Fighter V (DLC)